# Markus Vogt (Sozialethiker)

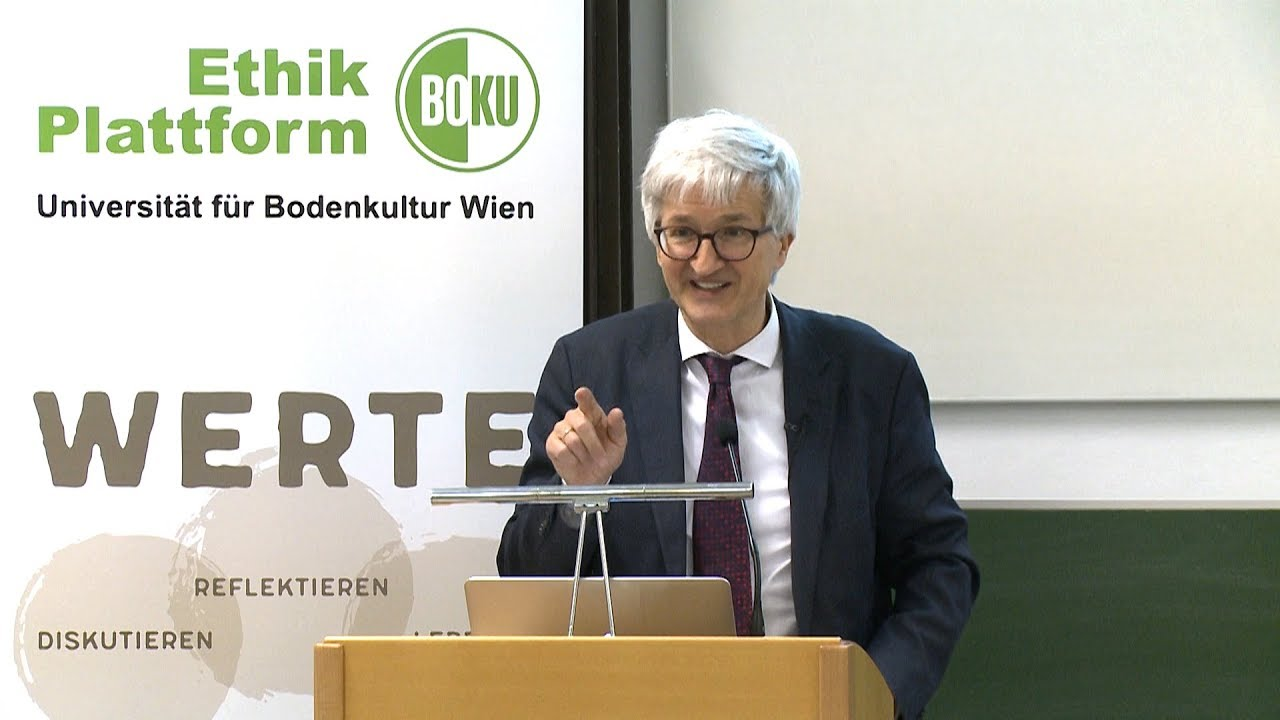
Markus Vogt, 2018

Markus Vogt (* 26. Oktober 1962 in Freiburg i. Br.) ist ein deutscher katholischer Theologe und Professor für Christliche Sozialethik an der Ludwig-Maximilians-Universität in München.

## Leben
Vogt studierte Theologie und Philosophie in München, Jerusalem und Luzern und wurde in München bei Wilhelm Korff promoviert. Seine Dissertation erschien 1997 unter dem Titel „Sozialdarwinismus. Wissenschaftstheorie, politische und theologisch-ethische Aspekte der Evolutionstheorie“. Seine Habilitationsschrift bei Hans Münk in Luzern erschien 2009 unter dem Titel: „Prinzip Nachhaltigkeit. Ein Entwurf aus theologisch-ethischer Perspektive.“
1992 bis 1995 war er Mitarbeiter im Sachverständigenrat für Umweltfragen der Bundesregierung. Seit 1995 ist er Berater der Arbeitsgruppe für ökologische Fragen der Kommission VI der Deutschen Bischofskonferenz. Von 1998 bis 2007 war Vogt Professor für Christliche Sozialethik an der Philosophisch-Theologischen Hochschule Benediktbeuern und Leiter der dort von ihm begründeten Clearingstelle „Kirche und Umwelt“.
Seit April 2007 ist Vogt Professor für Christliche Sozialethik an der Ludwig-Maximilians-Universität in München, wo er im Sommersemester 2011 und Wintersemester 2011/12 eine Forschungsprofessur am Rachel Carson Center for Environment and Society hatte und dort als Sprecher der Arbeitsgemeinschaft für Christliche Sozialethik im deutschsprachigen Raum fungiert. Zu seinen Forschungsschwerpunkten gehören Anthropologische und sozialphilosophische Grundlagen der Ethik moderner Gesellschaft, Mensch-Umwelt-Beziehungen/Nachhaltigkeit/Bioökonomie, Wirtschaftsethik/Sozialstaatstheorie und Politische Ethik/Friedensethik.
Vogt ist verheiratet und hat drei Kinder.

## Wirken
Arbeitsschwerpunkte von Vogt sind die philosophische Grundlegung der Sozialprinzipien sowie Umwelt- und Wirtschaftsethik. Er war maßgeblich daran beteiligt, die Christliche Sozialethik und die Katholische Soziallehre an das Thema Umweltschutz und Nachhaltigkeit heranzuführen und das Sozialprinzip Nachhaltigkeit zu formulieren.
2017 erhielt er im Vatikan durch den Juryvorsitzenden Reinhard Marx und Stiftungspräsident Domingo Sugranyes Bickel für seine 2013 erschienene Arbeit „Prinzip Nachhaltigkeit. Ein Entwurf aus theologisch-ethischer Perspektive“ den Internationalen Preis der Päpstlichen Stiftung Centesimus Annus Pro Pontifice.
Vogt betont die Vereinbarkeit zwischen religiösem Glauben und Wissenschaft. Diese „ergänzen sich und sind aufeinander angewiesen“. Laut Vogt habe etwa „die Evolutionstheorie die Theologie davor bewahrt, ihre Aussagen an statische Modelle zu hängen“. Die Bibel dürfe nicht wörtlich genommen werden, „aber wir müssen sie als verbindlich nehmen“. Einerseits beantworte die Evolutionstheorie nicht die Frage nach dem intentionalen Ursprung und nach dem Sinn des Lebens, andererseits hänge die Welt ohne Gott „im Leeren“.

## Mitgliedschaften (Auswahl)
- Sprecher der Arbeitsgemeinschaft der Sozialethikerinnen und Sozialethiker des deutschsprachigen Raums
- Senior Associate des Rachel Carson Center für Internationale Umweltgeschichte (seit 2010)
- Mitherausgeber der Zeitschrift Amos International. Gesellschaft gerecht gestalten (seit 2009)
- Mitglied des Münchner Kompetenzzentrums Ethik der LMU München (seit 2007)
- Diözesanrat München und Freising
- Justitia et Pax Deutschland (Arbeitsgruppe „Weltwirtschaft und Agrarhandel“)
- Leitung des Fachbereichs Umwelt beim Rat der Europäischen Bischofskonferenzen (1999–2008)
- Arbeitskreis „Wirtschaft und Kirche“ beim Bund Katholischer Unternehmer
- Arbeitskreis „Naturwissenschaft und Theologie“ der Katholischen Akademie in Bayern
- Mitglied im Vorstand des Münchener Zentrums für Nachhaltigkeit der LMU[5]

## Schriften (Auswahl)
- Prinzip Nachhaltigkeit. Ein Entwurf aus theologisch-ethischer Perspektive (Hochschulschriften zur Nachhaltigkeit 39), München: oekom, 2009 [3. Aufl. München 2013].
- Wo steht die Umweltethik? Argumentationsmuster im Wandel (Beiträge zur sozialwissenschaftlichen Nachhaltigkeitsforschung, Band 5), Marburg: Metropolis 2013 (Herausgeber).
- Die Moral der Energiewende. Risikowahrnehmung im Wandel am Beispiel der Kernenergie, Stuttgart: Kohlhammer, 2014 (Herausgeber).
- Theologie der Sozialethik (Quaestiones Disputatae), Freiburg: Herder, 2013 (Herausgeber).
- Naturverständnis in der Moderne: Zwischen Wertvorstellungen und Weltbildern Politische Ökologie 99
- Soziale Marktwirtschaft im Anspruch des Aristotelischen Gerechtigkeitsmodells (Kirche und Gesellschaft, hrsg. von der Katholischen Sozialwissenschaftlichen Zentralstelle Mönchengladbach; Nr. 391), J. P. Bachem Medien, Köln 2012, ISBN 978-3-7616-2585-9.
- Werden Tschernobyl und Fukushima Wendepunkte für die Bewertung der Kernenergie? (Mai 2011, pdf, 13 Seiten; 151 kB)
- Christliche Umweltethik: Grundlagen und zentrale Herausforderungen, Herder Verlag, 2021, ISBN 978-3-451-39110-1[6]